# Alpino (località)
Alpino è un centro residenziale che si estende sui territori montuosi dei comuni di Gignese e di Stresa, sulle pendici del Mottarone, in provincia del Verbano-Cusio-Ossola nella regione Piemonte.
Per diversi anni - dalla fine dell'ottocento e durante la prima metà del novecento - l'Alpino è stato punto di riferimento privilegiato per la villeggiatura e il turismo dell'aristocrazia, della borghesia, dei pittori e dei musicisti.

## Geografia e panorama

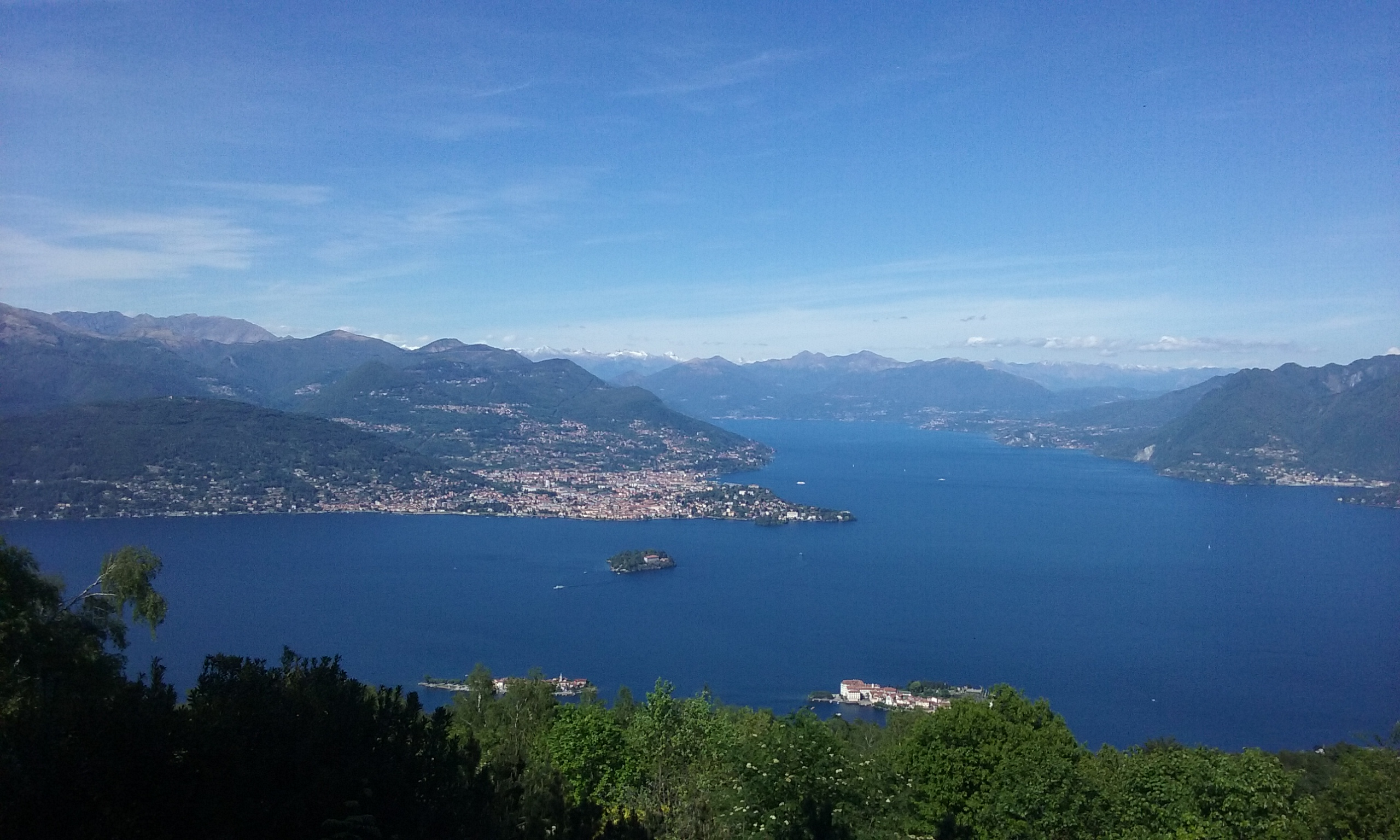
Vista dal "Mottino" presso il Giardino Botanico Alpinia di Alpino

Questa località si sviluppa sul Colle Pieggia presso le pendici del Mottarone, nei comuni di Gignese e di Stresa, a un'altitudine media di circa 800 metri sul livello del mare ed è caratterizzata da un panorama che spazia dal golfo Borromeo del Lago Maggiore alla catena montuosa delle Alpi svizzere. Nel punto più panoramico (chiamato "Mottino") è stato fondato - nel 1934 - il Giardino botanico Alpinia. Negli anni cinquanta, tra le varie riviste e i molti quotidiani, anche il New York Times inserì il panorama osservabile dal Giardino Botanico Alpinia tra i dieci più affascinanti al mondo.

## Storia e toponimo

### Origini
Come ha ricordato l'avvocato e alpinista piemontese Orazio Spanna, nel suo scritto Il Margozzolo e il Mottarone del 1884, in origine questa località era denominata "Prato fiorente". Tuttavia, era più comunemente conosciuta con il nome di "Alpe Ambrosini", dal nome della locanda che il sacerdote gignesino Giovanni Ambrosini ricavò da alcuni casolari presso il suo alpeggio.
Dopo la morte del sacerdote (1870) la locanda - ormai diventata punto di riferimento nella tratta Stresa-Mottarone - verrà acquistata e trasformata dalla famiglia Adami (proprietari dell'allora Hotel de la Poste di Baveno) nell'Albergo Alpino, il quale darà il nome attuale della località. In seguito, nel 1925, la struttura verrà trasformata nel più prestigioso Grand Hotel Alpino.

### La Belle Époque
Il Mottarone e, inevitabilmente, l'Alpino ricevettero un importante impulso turistico-residenziale in piena Belle Époque, tra la seconda metà dell'Ottocento e i primi anni del Novecento, quando cominciarono a sorgere diverse ville sui terreni, allora comunali, di Gignese, Vezzo e Levo.
Proprio in quegli anni, infatti, numerosi rappresentanti della borghesia e dell'aristocrazia lombardo-piemontese decisero di costruire presso l'Alpino - e nelle zone limitrofe - alcune ville per soggiornarvi specie nel periodo tra giugno e ottobre, ma anche durante l'inverno per frequentare i campi di sci del Mottarone.
Tra questi, vi costruirono delle ville alcuni di quei genitori che andavano a trovare i loro figli in vacanza o convalescenza presso l'"Alpe dei bambini", un istituto pediatrico fatto costruire dal pediatra milanese Ottavio Rognoni, intorno al 1885.
A queste prime costruzioni, seguì il flusso turistico e residenziale di numerosi esponenti della scuola pittorica lombarda, come Leonardo Bazzaro e, poi, del circolo dei musicisti.
L'impulso turistico e residenziale si intensificò sempre più nei primi decenni del novecento grazie alla creazione di una ferrovia (1911), con stazione intermedia a l'Alpino; alla visibilità offerta dalle prime tre edizioni (1925) (1926) (1927) dell'Italian Open di Golf organizzate proprio all'Alpino; e, nel 1925, con l'inaugurazione del prestigioso Grand Hotel Alpino.
Proprio in quegli anni, il crescente numero delle ville, dei residenti, dei villeggianti e turisti fece emergere sempre più il desiderio di avere una chiesa in loco. Il 22 luglio 1928 don Picena inaugurò la chiesa della Madonna della Neve, sorta presso il grande masso erratico conosciuto come "Sasso Papale", poi tagliato nel 1961.
Con Decreto Ministeriale del 18 ottobre 1952, pubblicato in Gazzetta Ufficiale n. 292/1952, il Ministero della pubblica istruzione ha emesso una "Dichiarazione di notevole interesse pubblico della zona denominata Alpino", sottoponendola - così - alla tutela paesistica in quanto area "densa di giardini di grande effetto per la lussureggiante vegetazione" e per i "numerosi punti di vista panoramici accessibili al pubblico".

### Trenino
Dal 7 settembre 1911 arrivare presso l'Alpino diventò più semplice: venne infatti inaugurata la Ferrovia Stresa-Mottarone, con una stazione intermedia anche presso l'Alpino. La ferrovia verrà smantellata successivamente durante la primavera del 1963. Le casse di 2 elettromotrici sono ancora oggi conservate presso un campeggio all'Alpino.

### Funivia
Una volta chiusa definitivamente la ferrovia elettrica, partirono i lavori per la costruzione di una funivia, inaugurata poi nel 1970. Anche in questa occasione l'Alpino rappresentò uno snodo importante, costituendo una fermata intermedia del tragitto.

## Turismo

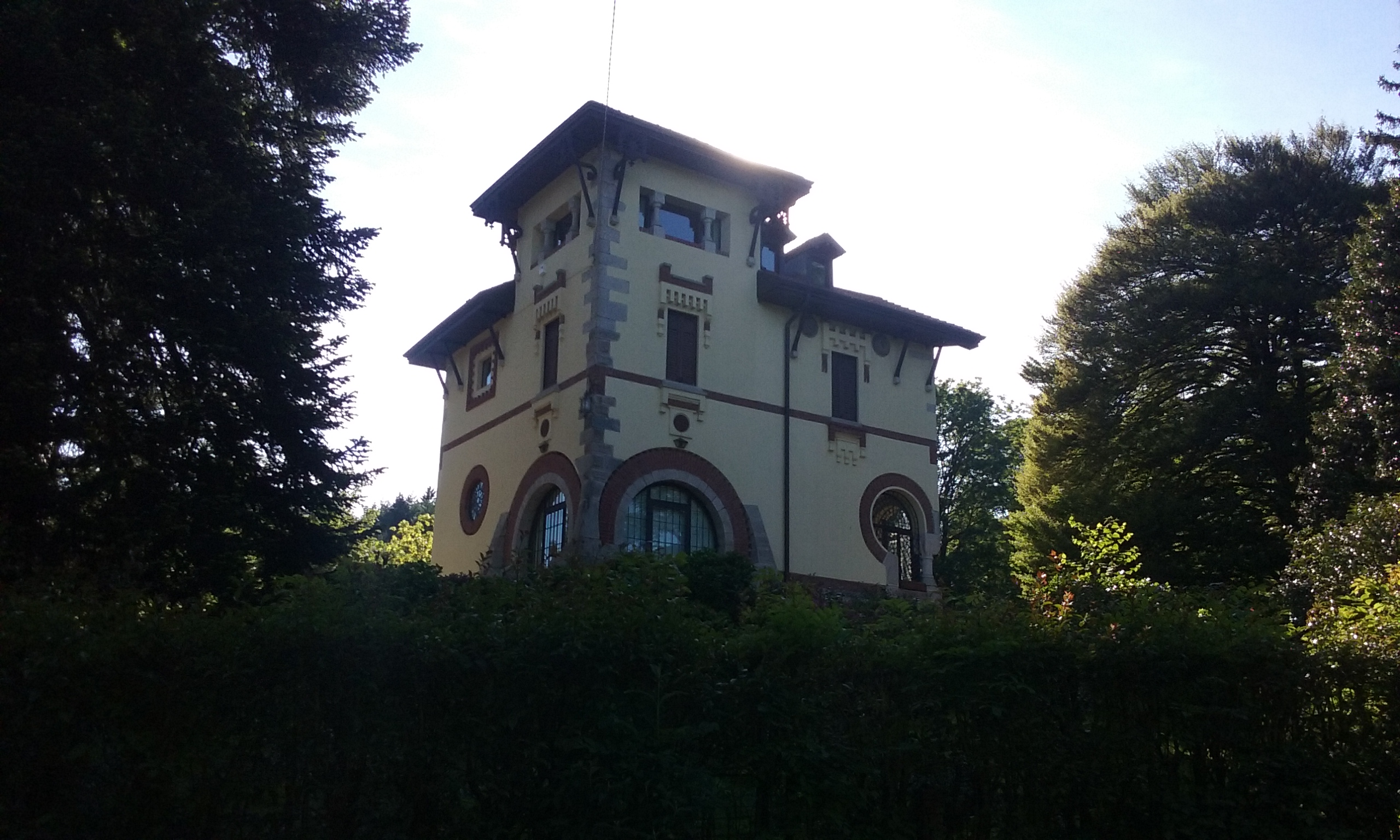
Villa Dell'Orto (Oggi)

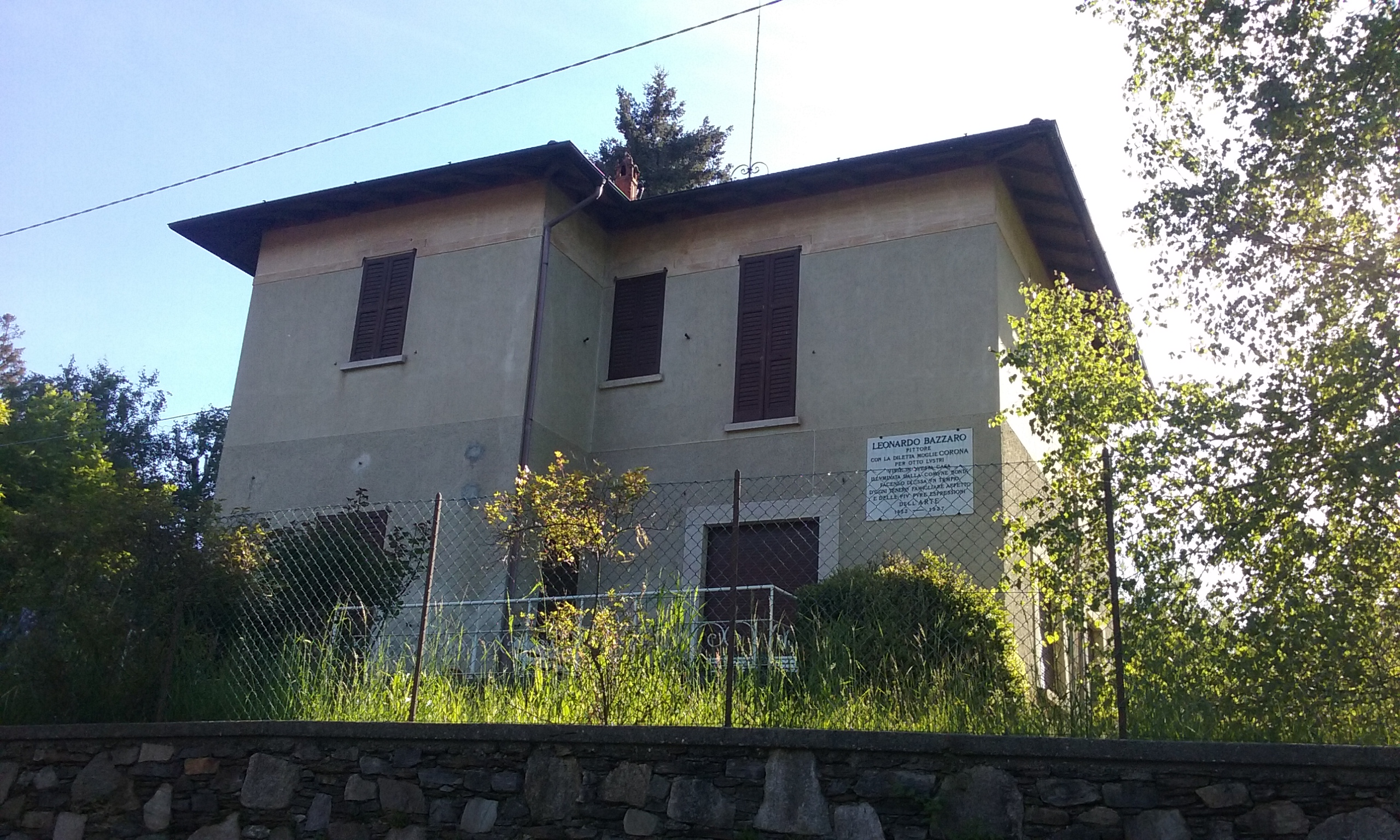
Villa Bazzaro (Oggi)

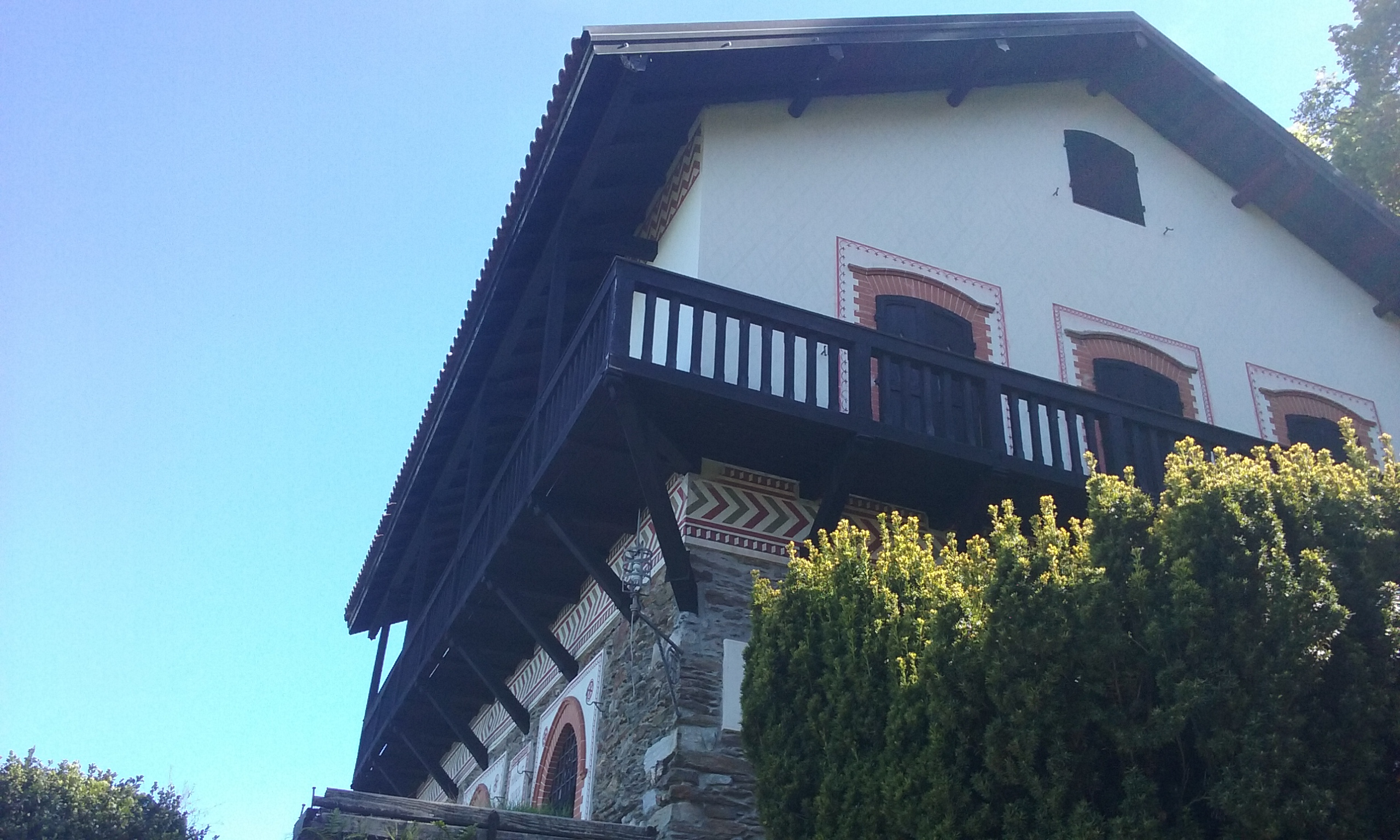
Alpe Tina - Villa Anfossi (Oggi)

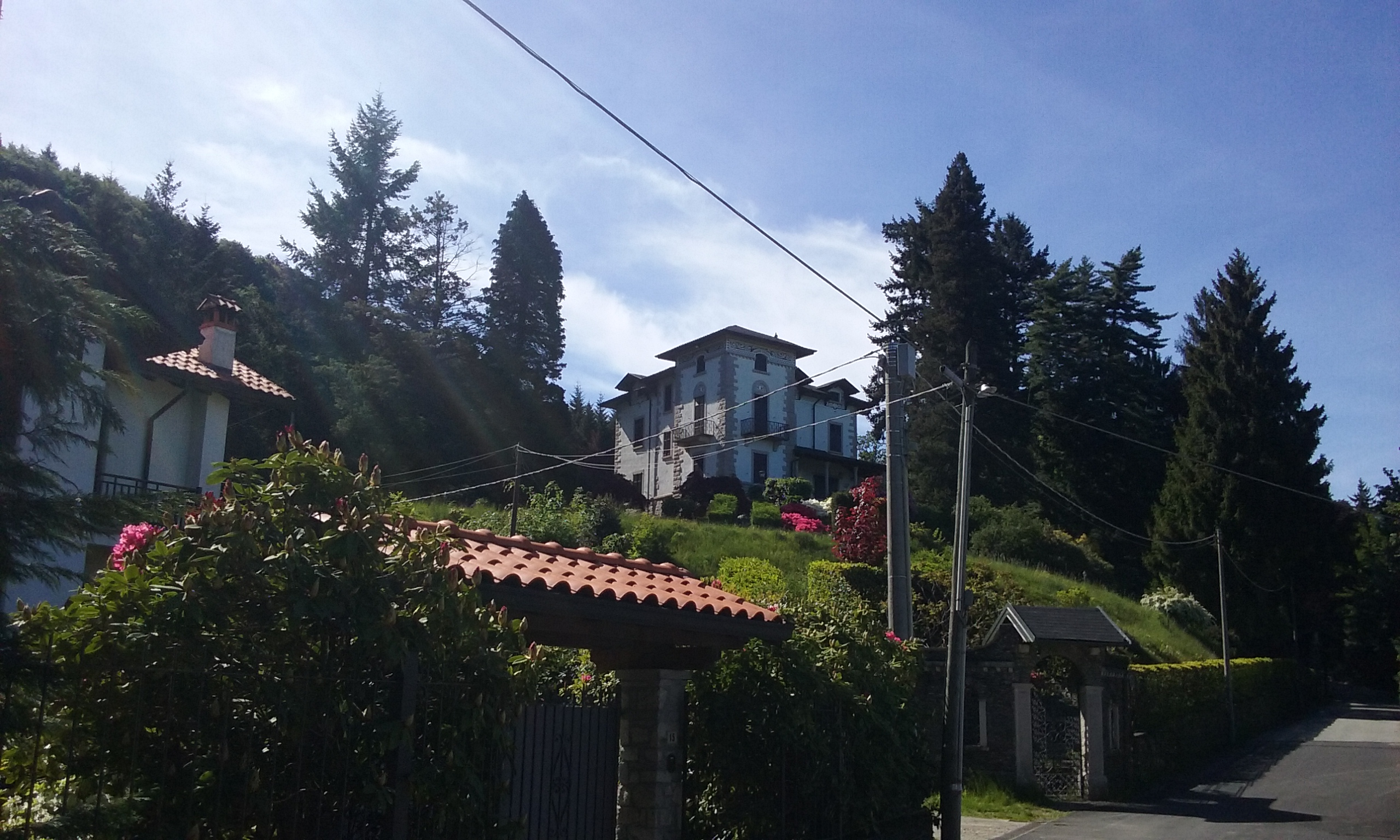
Villa Pica-Alferi (oggi Villabella)

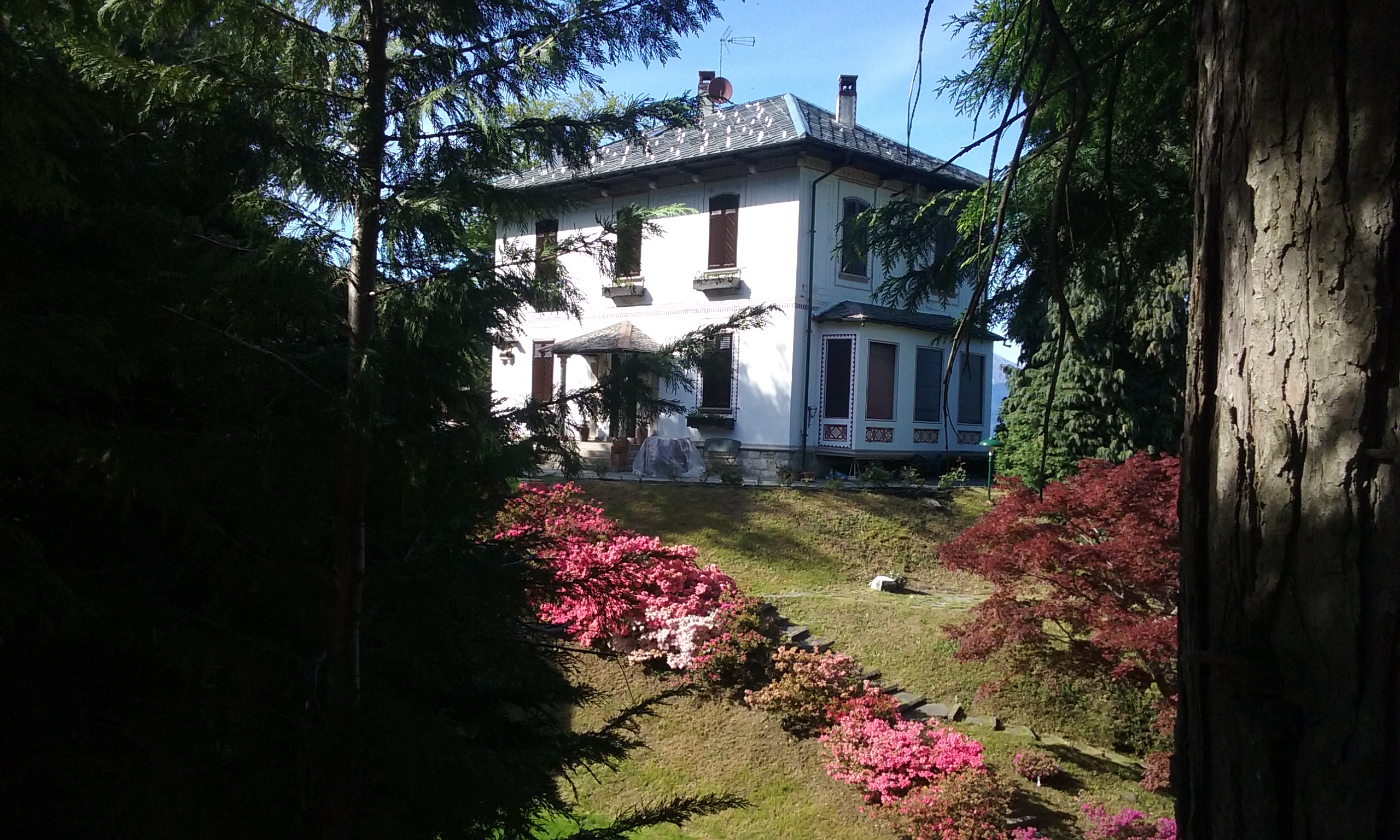
Villa Talamona (Oggi)

Grazie al suo panorama, al suo clima, e alla vicinanza con la cima del Mottarone e la riva del Lago Maggiore, questa località è diventata – sin dalla metà del XIX secolo – meta turistica di molti escursionisti, aristocratici italiani ed europei e artisti; molti furono i pittori e i musicisti che vi trovarono ispirazione per le loro opere. Tra i pittori naturalisti lombardi e milanesi che soggiornarono in questa località si possono ricordare: Filippo Carcano e Uberto Dell'Orto, tra i primi; e poi via via Mosè Bianchi, Achille Formis, Pompeo Mariani, Ernesto Bazzaro, Eleuterio Pagliano, Leonardo Bazzaro, Eugenio Gignous e Paolo Sala. Ai pittori seguirono poi i musicisti: Ildebrando Pizzetti, Arturo Toscanini, Gianandrea Gavazzeni, Ruggero Leoncavallo, Guido Cantelli, Giovanni Anfossi col suo allievo Arturo Benedetti Michelangeli.

### Ville
Con il tempo, a partire dal 1890 e i primi due decenni del novecento, diversi personaggi illustri (nobili, pittori, musicisti) e ricche famiglie lombarde-piemontesi decisero di costruire proprio all'Alpino varie ville di prestigio con parco, tra le quali: 
- Villa Dell'Orto: progettata nel 1892 da Luigi Boffi, su commissione del pittore Uberto Dell'Orto, verrà costruita sul finire dell'ottocento[1][15].
- Villa Bazzaro: fatta costruire nel 1894 dal pittore milanese Leonardo Bazzaro[16][17]. Per oltre quarant'anni (fino all'anno della sua morte, 1937) Leonardo Bazzaro vi soggiornò insieme a sua moglie Corona Douglas Scotti, sia in estate sia, delle volte, durante l'inverno[18]. Durante i suoi periodi di villeggiatura all'Alpino, più volte ospitò familiari e alcuni aspiranti artisti tra i quali: Alfredo Pariani, Alessandro Gallotti, Alina Orio, Cornelia Risi e Lucia Crotti[1][19].
- Villa Ticozzi: fatta costruire in puro stile Liberty tra il 1905 e il 1907 dall'avvocato milanese Giano Ticozzi, grazie alla passione per l'Alpino trasmessagli dal suocero che, sul finire dell'Ottocento, aveva fatto edificare Villa Faini[1][20].
- Alpe Tina - Villa Anfossi: è stata costruita tra il 1907 e il 1908 dal celebre architetto Fausto Bagatti Valsecchi per volere di Giovanni Anfossi[21]. Questa abitazione è conosciuta anche con il nome di "Alpe Tina", in quanto edificata su un alpeggio (Alpe) e dedicata alla moglie del maestro Giovanni Anfossi (Tina); in più punti del caseggiato è riportato il monogramma AT (Alpe Tina). Alla sua inaugurazione partecipò l'allora prefetto della Biblioteca Amrosiana Achille Ratti che in seguito, nel 1922, diventerà papa. In questa villa il pianista-compositore Giovanni Anfossi ospitò molti personaggi legati alla cultura: dai musicisti come Arturo Toscanini, Guido Cantelli, Arturo Benedetti Michelangeli e Ruggero Leoncavallo fino a Gabriele D'Annunzio. Al suo interno la villa conserva la seguente epigrafe, che riporta un commento di Achille Ratti: "Qui tutto è musica, ed il compito del maestro è quello di tradurre in note la voce superba della natura"[5][9]. Inoltre, sul fronte della dimora si può leggere il motto latino "Parva Domus, Magna Quies" ("Piccola casa, grande quiete")[1].
- Villa Pica-Alfieri (oggi Villabella): edificata sulla sommità di un poggio nel periodo 1912-1914, vi soggiornarono - fino a un mese l'anno - Ferdinando e la moglie Laura Pica Alfieri, entrambi di nobili origini[1][22].
- Villa Gandini (Miorini): progettata e costruita nei primi anni del novecento dall'ingegnere Riccardo Gandini, questa in seguito verrà acquistata da Alberto Miorini per realizzare una tenuta agricola. Tra il 1927 e il 1932, la villa è stata presa in affitto, per diversi periodi, da Arturo Toscanini il quale vi soggiornerà spesso insieme al suo discepolo prediletto Guido Cantelli[1][5].
- Villa Talamona: l'abitazione è stata fatta edificare dal benefattore dell'Ospedale Maggiore di Milano, Vittorio Talamona, negli anni precedenti la prima guerra mondiale[1]. In seguito, nel 1927, a Villa Talamona vi soggiornò il maestro Ildebrando Pizzetti che, in tale luogo di quiete, riuscì a finire di comporre l'opera Fra Gherardo[5]. Proprio in questo periodo, Arturo Toscanini soggiornava nella sovrastante "Villa Gandini (Miorini)" e, pertanto, ebbe più volte l'occasione di visitare Ildebrando Pizzetti e di studiare l'opera Fra Gherardo della quale, poi, nel 1928, diresse "la prima" alla Scala di Milano. Successivamente, nel 1931, Villa Talamona verrà acquistata dal notaio di Lodi Bernardo Stabilini[1].
- Villa Lloyd (poi Villa Riva): venne costruita nel 1930 da Percy Lloyd, su progetto dell'architetto Gino Franzi. Dal 29 giugno al 9 luglio 1933 vi soggiornò il teosofo indiano Jiddu Krishnamurti che, proprio in quel periodo, tenne le famose "Conferenze di Stresa", alle quali accorsero un gran numero di teosofi e giornalisti[5][21]. Nei primi anni quaranta la villa venne acquistata da Giulio Riva - proprietario di una serie di aziende tessili cotoniere, tra cui il Cotonificio Vallesusae e Unione Manifatture - che fece seguire un importante progetto di ampliamento a Pietro Porcinai e Lodovico Barbiano di Belgiojoso. Sul finire degli anni sessanta proprio a Villa Riva, ereditata ormai dal figlio Felice Riva, il regista Mario Monicelli ha girato il film Toh, è morta la nonna. Nella pellicola, Villa Riva è l'abitazione di Adelaide e del marito[23][24]. Dopo diversi anni di abbandono, attraverso un piano di recupero della zona per fine turistici, è in progetto la costruzione di un albergo[21][24][25].
- Villa La Quiete: prima di proprietà della duchessa Eugenia Attendolo Bolognini Litta e poi, nel dopoguerra, dell'editore Gianni Mazzocchi[9].

### Strutture ricettive storiche
Il turismo presso l'Alpino, come si è visto, è stato più che altro residenziale e di villeggiatura; tuttavia questo si è sviluppato anche grazie ad alcune strutture ricettive che, nel corso degli anni, sono sorte sul territorio:
- Albergo "Alpino Fiorente" (ancora esistente): nel 1910, presso l'area Prato Fiorente, è stato inaugurato l'Albergo "Alpino Fiorente", di proprietà di Mario Omarini. Di lì a breve, nel settembre del 1911, a pochi passi dalla neonata struttura sorgerà la fermata intermedia del trenino. Successivamente, la proprietà dell'albergo passò ai fratelli Dionigi e Domenico Falciola di Stropino. Nel maggio del 1934, la struttura ospitò i giornalisti al seguito della Nazionale italiana di calcio che aveva svolto parte del suo ritiro proprio presso l'Alpino. Dieci anni più tardi, durante la seconda guerra mondiale, nel luglio del 1944, una parte dell'albergo verrà distrutta da un gruppo di nazisti che avevano visto dei partigiani (aiutati dal signor Falciola) fuggire dall’hotel[1][26].
- Grand Hotel Alpino: Nel 1925 l'Albergo Alpino - di proprietà della famiglia Adami sin dal 1870 - venne trasformato dal cavaliere Romolo Arcioni e dall'architetto monzese Giuseppe Bergomi nel prestigioso Grand Hotel Alpino, dove soggiornarono personaggi illustri, teste coronate e, tra gli altri, la Nazionale Italiana di Calcio che - nel 1934 - aveva svolto parte del suo ritiro proprio presso l'Alpino. In seguito, alla fine degli anni novanta, l'albergo è stato ridisegnato in un Residence, con appartamenti residenziali dotati di piscina e altri servizi[1][9].

### Giardino botanico Alpinia
In epoca fascista, nel 1934, è stato inaugurato il Giardino botanico Alpinia che, ancora oggi - con i suoi 40.000 m² - ospita più di 1000 specie botaniche provenienti dalla fascia alpina e subalpina, nonché dal Caucaso, dalla Cina e dal Giappone.

### "Sasso Papale"
In passato, tra le principali attrazioni de l'Alpino, esisteva un enorme masso conosciuto con il nome di "Sasso Papale" o "Pietra Papale", così chiamato poiché si riteneva che proprio da questa località fosse passato Papa San Pietro.
I millecinquecento metri cubi di granito costituivano un magnifico esempio di masso erratico e, proprio questo, suscitarono l'interesse di diversi geologi e studiosi, tra i quali: Carlo Fabrizio Parona, dell'Università di Torino, Federico Sacco e Philip Lutley Sclater. Presso questo grande masso nel 1928 venne costruita la chiesa della Madonna della Neve.
Tuttavia nel 1961 il "Sasso Papale" venne tagliato definitivamente a pezzi per essere usato come materiale da costruzione.

## Sport

### Golf - Il Primo Italian Open
Su una verde terrazza naturale dell'Alpino, alle pendici del Mottarone, si trova il Golf Club Alpino, di nove buche. Inaugurato nella primavera 1925, nel settembre dello stesso anno ospitò il primo Italian Open (al quale si iscrissero 3 partecipanti), vinto da Francesco Pasquali. Sulle ali dell'entusiasmo, nei due anni successivi seguirono altre due edizioni dell'Italian Open: nel 1926 (la seconda edizione) e nel 1927 (la terza edizione) alle quali si iscrissero, rispettivamente, 16 e 30 tra i più noti professionisti dell'epoca. Nell'immediato dopo guerra sono state diverse le manifestazioni a che vennero disputate sui fairways dell'Alpino; a livello nazionale, nell'agosto 1945, venne giocato il quadrangolare Italia - Gran Bretagna - Sud Africa - Stati Uniti, vinto dalla nazionale italiana contro il Sud Africa. Nel settembre 1946 il Campionato Nazionale doppio misto. Nel 1948 il Campionato a Squadre Alta Italia e il Campionato Italiano doppio misto. Negli anni cinquanta e sessanta vengono invece disputate numerose gare a livello nazionale, con la partecipazione di professionisti illustri quali Ugo Grappasonni, Aldo Casera, Alfonso Angelini, Giacomo Pasquali, Francesco Pasquali, Pietro Manca.

### Ritiro della nazionale di calcio italiana (1934)
Il 1º maggio del 1934, Vittorio Pozzo, commissario tecnico della Nazionale di calcio dell'Italia, fece svolgere una parte della preparazione (15 giorni) in vista del Campionato mondiale di calcio 1934 proprio all'Alpino, con l'obiettivo di disintossicare i suoi trenta giocatori dalle fatiche del campionato. Il tutto sfruttando un luogo fresco, tranquillo, circondato dal verde e in gran parte ancora non contaminato.
(Vittorio Pozzo)